# Seven Mile Creek
Seven Mile Creek – miasto w Stanach Zjednoczonych, w stanie Wisconsin, w hrabstwie Juneau.